# Min Gud, på dig förtröstar jag
Min Gud, på dig förtröstar jag är en gammal psalm i tio verser av Haquin Spegel från 1688 som senare bearbetades av Johan Olof Wallin 1816 till nio verser.  Psalmen baseras på Konung Davids 71:a psalm. Församlingens bön om Guds hjälp.
Enligt 1697 års koralbok används samma melodi som till Vad min Gud vill, det alltid sker (nr 262).
Psalmen inleds 1695 med orden:
Min Gudh! på dig förtröstar jagh
Låt migh eij blij förtappad:

## Publicerad som
- Nr 70 i 1695 års psalmbok under rubriken "Konung Davids Psalmer".
- Nr 229 i 1819 års psalmbok under rubriken "Kristligt sinne och förhållande - I allmänhet: Förhållandet till Gud: Lydnad för Guds vilja och frimodighet under hans beskydd".
- Nr 312 i 1937 års psalmbok med nio verser, under rubriken "Trons glädje och förtröstan".
- Nr 380 i Den finlandssvenska psalmboken (1986)